# Maulwurfsfloh
Der Maulwurfsfloh (Hystrichopsylla talpae), auch Maulwurffloh oder Großer Maulwurfsfloh genannt, ist eine Art der Flöhe und von Europa bis nach Westasien verbreitet.

## Merkmale
Die Körperlänge beträgt 3,5–5 mm bei den Männchen, 4–6 mm bei den Weibchen. Damit handelt es sich um einen der größten Flöhe der europäischen Fauna. Die Gattung ist am ehesten erkennbar an sogenannten Kämmen oder Ctenidien, auffallenden Reihen spitzer, starker Dornborsten an den Hinterrändern der Segmente. Es sind neben den bei vielen anderen Flöhen vorhandenen Ctenidien an den Wangen (Genae) des Kopfes und am Pronotum auch drei Reihen in der Mitte breit unterbrochene Abdominalctenidien an den Tergiten zwei bis vier des Hinterleibs vorhanden. Außerdem tragen alle Tergite zwei bis drei unauffälligere Borstenreihen. Die Wangenctenidien bestehen aus 10 bis 12 relativ langen Dornborsten. Am Hinterrand des Tergits des dritten Rumpfsegments trägt er keine Gruppe auffallender Dörnchen. Die Augen am Kopf sind rückgebildet und nur als Rudimente erhalten. Der Kopf trägt oben eine auffallende Rinne oder Furche zwischen den Antennengruben.
Schwierig ist die Unterscheidung zum zweiten mitteleuropäischen Gattungsvertreter Hystrichopsylla orientalis, der eher östlich verbreitet ist, aber in Norddeutschland (Mecklenburg-Vorpommern, Niedersachsen und Brandenburg) neben dem Maulwurfsfloh weit verbreitet ist, es gibt auch Nachweise aus der Schweiz und aus Norditalien. Wichtigstes Unterscheidungsmerkmal ist, dass Hystrichopsylla talpae auf dem vorletzten Absatz der Hinterschienen an deren Hinterrand drei Borsten trägt, Hystrichopsylla orientalis nur zwei. Weitere Merkmale betreffen die Feinstruktur des Aedeagus der Männchen und des Ductus Bursae der Weibchen. Beide Floharten unterscheiden sich nicht im Wirtsspektrum.

## Verbreitung und Lebensraum
Im Westen des Verbreitungsgebietes lebt die Art auf Irland und Großbritannien, in den Pyrenäen und Frankreich. Von hier zieht sich das Verbreitungsgebiet östlich bis in den Kaukasus und nach Sibirien. Die südlichsten und nördlichsten Teile Europas werden nicht besiedelt. Eventuell ist die Art im Südwesten auch bis auf die Iberische Halbinsel und nach Marokko verbreitet.
Der Maulwurfsfloh lebt auf verschiedenen Säugetieren, wie Maulwürfen, Spitzmäusen oder Mäusen, und in ihren Nestern. Er ist jedoch nicht häufig und an tiefere Lagen gebunden, vor allem dort, wo holzige Pflanzen vorkommen.
Der Floh ist auch abseits seiner Wirte zu finden, meist in Kleinsäugerbauten, auch in Höhlen. Er wurde aber verschiedentlich sogar in Bodenfallen gefangen.

## Lebensweise
In den Nestern der Wirtsarten ist der Maulwurfsfloh das ganze Jahr über zu finden. Zu den bekannten Wirtsarten gehören der Europäische Maulwurf, die Waldspitzmaus, die Zwergspitzmaus, die Wasserspitzmaus, die Hausspitzmaus, die Waldmaus, die Gelbhalsmaus, die Rötelmaus, die Polarrötelmaus, die Feldmaus, die Erdmaus, die Ostschermaus, die Brandmaus, die Zwergmaus, die Hausmaus, die Wanderratte, die Haselmaus, das Hermelin, das Mauswiesel, der Europäische Dachs, das Frettchen, der Amerikanische Nerz und das Wildkaninchen. Die Art wurde auch schon an Fehlwirten wie dem Baumpieper, der Hellgelben Erdhummel oder der Berghummel gefunden.

## Taxonomie
Die Art wurde 1826 von John Curtis unter dem Namen Pulex talpae erstbeschrieben. Weitere Synonyme der Art lauten Hystrichopsylla terrestris (Macquart, 1831), Hystrichopsylla obtusiceps (Ritsema, 1868) und Hystrichopsylla narbeli (Galli-Valerio, 1900).
Die Gattung Hystrichopsylla ist mit etwa 30 Arten in Eurasien und Nordamerika verbreitet, meist in Bauten oder Nestern ihrer Wirtsarten; überwiegend Kleinsäugern, aber gelegentlich auch Vögeln. Die Gattung wird gewöhnlich in die Unterfamilie Hystrichopsyllinae der Familie Hystrichopsyllidae eingeordnet. Diese ist aber möglicherweise nicht monophyletisch.